# Szerzod Chaszyrbajew
Szerzod Dilmuratowicz Chaszyrbajew (ros. Шерзод Дильмуратович Хашырбаев; ur. 14 kwietnia 2003) – kazachski narciarz dowolny specjalizujący się w skokach akrobatycznych, olimpijczyk z Pekinu 2022.

## Udział w zawodach międzynarodowych
| Impreza                     | Rok  | Gospodarz            | Konkurencja      | Miejsce |                      |      |       |               |     |
| --------------------------- | ---- | -------------------- | ---------------- | ------- | -------------------- | ---- | ----- | ------------- | --- |
| Impreza                     | Rok  | Gospodarz            | Konkurencja      | Miejsce | Igrzyska olimpijskie | 2022 | Pekin | indywidualnie | 19. |
| Mistrzostwa świata          | 2021 | Ałmaty               | indywidualnie    | 19.     |                      |      |       |               |     |
| Mistrzostwa świata          | 2021 | Ałmaty               | drużyna mieszana | 7.      |                      |      |       |               |     |
| Mistrzostwa świata juniorów | 2018 | Raubiczy             | indywidualnie    | 15.     |                      |      |       |               |     |
| Mistrzostwa świata juniorów | 2021 | Krasnojarsk          | indywidualnie    | 11.     |                      |      |       |               |     |
| Mistrzostwa świata juniorów | 2022 | Chiesa in Valmalenco | indywidualnie    | 15.     |                      |      |       |               |     |